# Эмос и Эндрю
«Эмос и Эндрю» (англ. Amos & Andrew) — американская кинокомедия 1993 года с Николасом Кейджем и Сэмюэлем Л. Джексоном в главных ролях, высмеивающая этнические стереотипы.

## Сюжет
Когда Эндрю Стерлинг, успешный чернокожий писатель из большого города, ночью приезжает в свой только что купленный загородный дом в тихом городке Новой Англии, соседи принимают его за грабителя. Лишь после того, как полицейские берут дом в оцепление, и открывают по нему огонь, шеф полиции Толливер, который баллотируется на пост мэра города понимает свою ошибку. Чтобы избежать скандала и замять инцидент, он выпускает из тюрьмы вора Эмоса Оделла, с условием: он должен взять Эндрю в заложники, а затем сдаться полиции. Тогда полиция его отпустит. Однако всё пошло совсем не по этому плану.

## В ролях
- Николас Кейдж — Эмос Оделл
- Сэмюэл Л. Джексон — Эндрю Стерлинг
- Дэбни Коулмен — шеф полиции Сесил Толливер
- Брэд Дуриф — офицер Донни Дональдсон
- Майкл Лернер — Фил Джиллман
- Маргарет Колин — Джуди Джиллман
- Боб Балабан — доктор Рой Финк